# DN15C
De DN15C (Drum Național 15C of Nationale weg 15C) is een weg in Roemenië. Hij loopt van Piatra Neamț via Bălțătești en Târgu Neamț naar Fântâna Mare bij Fălticeni. De weg is 69 kilometer lang. 